# Fondation Anne-Frank
La Fondation Anne-Frank est une fondation néerlandaise fondée en 1957. Initialement destinée à la préservation de la maison d'Anne Frank, elle est également engagée dans le combat contre le racisme et l'antisémitisme. 